# Курганов, Валерьян Петрович
Валерьян Петрович Курганов (12 июня 1910 — 21 сентября 1975, Свердловск) — советский хозяйственный деятель, директор киевского завода «Большевик», директор завода «Уралхиммаш». Член ЦК КП(б)У в июне 1938 — январе 1949 г.

## Биография
Трудовую деятельность начал рабочим киевского машиностроительного завода Гретера и Криванека (затем — завода «Большевик»). Окончил школу фабрично-заводского обучения, работал на заводе формовщиком.
Член ВКП(б) с 1932 года.
Окончил без отрыва от производства техникум. Находился на ответственной инженерно-технической работе, был начальником цеха Киевского машиностроительного завода «Большевик». Делегат съезда ВКП (б) (10-21 февраля 1939 г.).
До августа 1941 года — директор Киевского машиностроительного завода «Большевик». Во время Великой Отечественной войны в августе 1941 года эвакуировал завод на Урал.
С августе 1941 года по 1955 год — директор завода «Уралхиммаш» в городе Свердловске.
Затем — персональный пенсионер союзного значения. Автор книги «Так рождался Уралхиммаш» (1973).
Скончался 21 сентября 1975 года в Свердловске. Похоронен на Нижнеисетском кладбище.

## Награды
- два ордена Ленина (05.08.1944[1], …)
- орден Отечественной войны 1-й степени (16.09.1945)[2]
- ордена
- медали